# Koty nie tańczą
Koty nie tańczą (ang. Cats Don’t Dance) – animowany film ze studia Turner Entertainment, późniejszego Warner Bros. Pełnometrażowy film animowany, o losach hollywoodzkich zwierząt, którym marzyła się sława. Na ich drodze jednak stanęła najmłodsza gwiazda filmowa Darla Dimple. Film premierowo w Polsce wyemitowano w TV Puls – 18 maja 2008 roku o godz. 12:30 i w Cartoon Network – 20 grudnia 2009 roku o godz. 09:00 w Świątecznym Kinie Cartoon Network.

## Obsada (głosy)
- Scott Bakula – Danny
- Jasmine Guy – Sawyer (dialogi)
- Natalie Cole – Sawyer (śpiew)
- Ashley Peldon – Darla Dimple (dialogi)
- Lindsay Ridgeway – Darla Dimple (śpiew)
- Kathy Najimy – Tillie Hippo
- John Rhys-Davies – Woolie Mammoth
- George Kennedy – L.B. Mammoth
- René Auberjonois – Flanigan
- Betty Lou Gerson – Frances Albacore
- Hal Holbrook – Cranston Goat
- Matthew Herried – Peabo „Pudge” Pudgemyer
- Don Knotts – T.W. Turtle
- Mark Dindal – Max
- Frank Welker – Farley Wink
- David Johansen – Bus Driver

## Wersja polska
Opracowanie i udźwiękowienie wersji polskiej: Studio Sonica

Reżyseria i dialogi: Krzysztof Kołbasiuk

Dźwięk i montaż: Jacek Osławski

Wystąpili:
- Beata Wyrąbkiewicz – Darla Dimple
- Beata Aleksandra Kawka – Sawyer (dialogi)
- Sylwia Szczepankiewicz – Sawyer (śpiew)
- Marcin Kudełka – Danny

oraz
- Edyta Jungowska – Peabo „Pudge” Pudgemyer
- Zuzanna Lipiec
- Irena Malarczyk
- Mirosława Niemczyk
- Renata Domagała
- Kasia Skarżanka – Tillie Hippo
- Anna Ułas
- Mikołaj Müller
- Paweł Szczesny - Farley Wink
- Krzysztof Kołbasiuk
- Mirosław Zbrojewicz - Max
- Zbigniew Konopka - L.B. Mammoth
- Roman Szafrański
- Jerzy Dominik
- Zygmunt Hobot
- Jan Kulczycki
- Maciej Gąsiorek
- Dariusz Dobkowski
- Marek Bocianiak

i inni
Teksty piosenek: Marcin Sosnowski

Śpiewali: Beata Wyrąbkiewicz, Sylwia Szczepankiewicz, Agnieszka Piotrowska, Kasia Pysiak, Marcin Kudełka, Paweł Hartlieb i Piotr Gogol

Kierownictwo muzyczne: Marek Klimczuk